# David Kriel
Pour les articles homonymes, voir Kriel.

a Compétitions nationales et continentales officielles uniquement.

b Matchs officiels uniquement.
Dernière mise à jour le 26 décembre 2024.
David Kriel, né le 15 février 1999 à Potchefstroom (Afrique du Sud), est un joueur sud-africain de rugby à XV jouant aux postes de centre, d'arrière ou d'ailier avec la franchise des Bulls en United Rugby Championship, et les Blue Bulls en Currie Cup.
Son frère cadet, Richard Kriel (en), est également un joueur professionnel de rugby à XV.

## Biographie
En 2020, il est retenu dans l'effectif des Stormers pour la saison 2020 de Super Rugby mais ne joue pas de matchs avec l'équipe. Plus tard dans l'année, il s'engage avec les Bulls où il retrouve son frère cadet Richard (en). Il dispute le premier match professionnel de sa carrière en octobre 2020 contre les Griquas.
Avec les Blue Bulls, il joue les finales de la Currie Cup en 2020-2021 et 2021 remportées contre les Natal Sharks,. 
Avec les Bulls, il perd la finale de la Pro14 Rainbow Cup contre les Italiens du Benetton Trévise en 2021. Un an plus tard, il perd aussi la finale du United Rugby Championship contre les Stormers.
En 2023-2024, son équipe perd la finale du United Rugby Championship, vaincue 21 à 16 par les Glasgow Warriors,.
Durant la saison 2024-2025, il perd de nouveau la finale du United Rugby Championship, cette fois contre les Irlandais du Leinster sur le score de 32 à 7.

## Palmarès
- Bulls
  - Vainqueur du Super Rugby Unlocked (en) en 2020.
  - Finaliste de la Pro14 Rainbow Cup en 2021.
  - Finaliste du United Rugby Championship en 2022, 2024 et 2025.
- Blue Bulls
  - Vainqueur de la Currie Cup en 2020-2021 et 2021.